# Dahurlärk
Dahurlärk (Larix gmelinii) är en tallväxtart- Dahurlärk ingår i släktet lärkar, och familjen tallväxter. IUCN kategoriserar arten globalt som livskraftig.

## Underarter
Arten delas in i följande underarter:
- L. g. gmelinii
- L. g. japonica
- L. g. olgensis
- L. g. principis-rupprechtii

## Utbredning
Dahurlärk förekommer i nordöstra Kina, Mongoliet, på Koreahalvön och i östra Ryssland. Den växer i kulliga områden och i bergstrakter mellan 300 och 1800 meter över havet. Habitatet varierar mellan dalgångar, träskmarker, myr och subarktiska regioner med permafrost. I sydliga regioner hittas arten ofta tillsammans med pichtagran, Picea obovata och tall.

## Bildgalleri

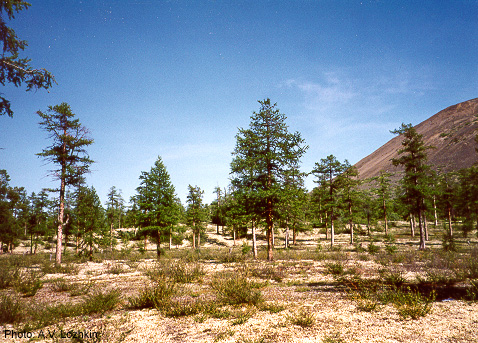
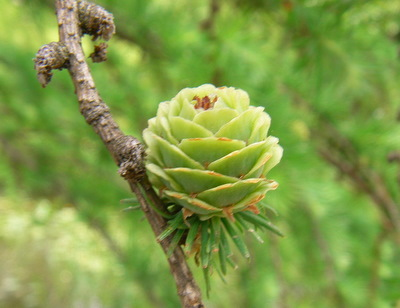
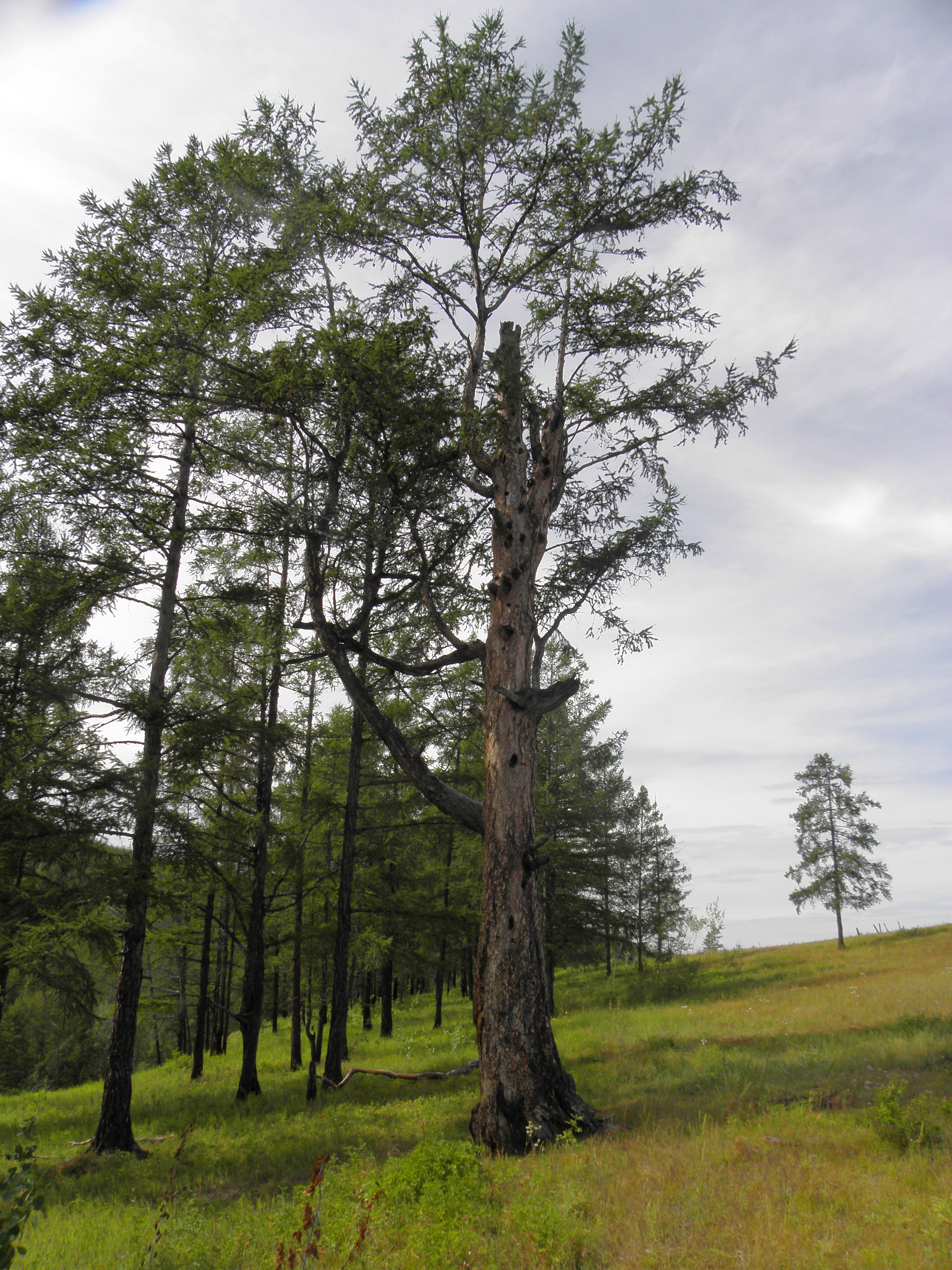
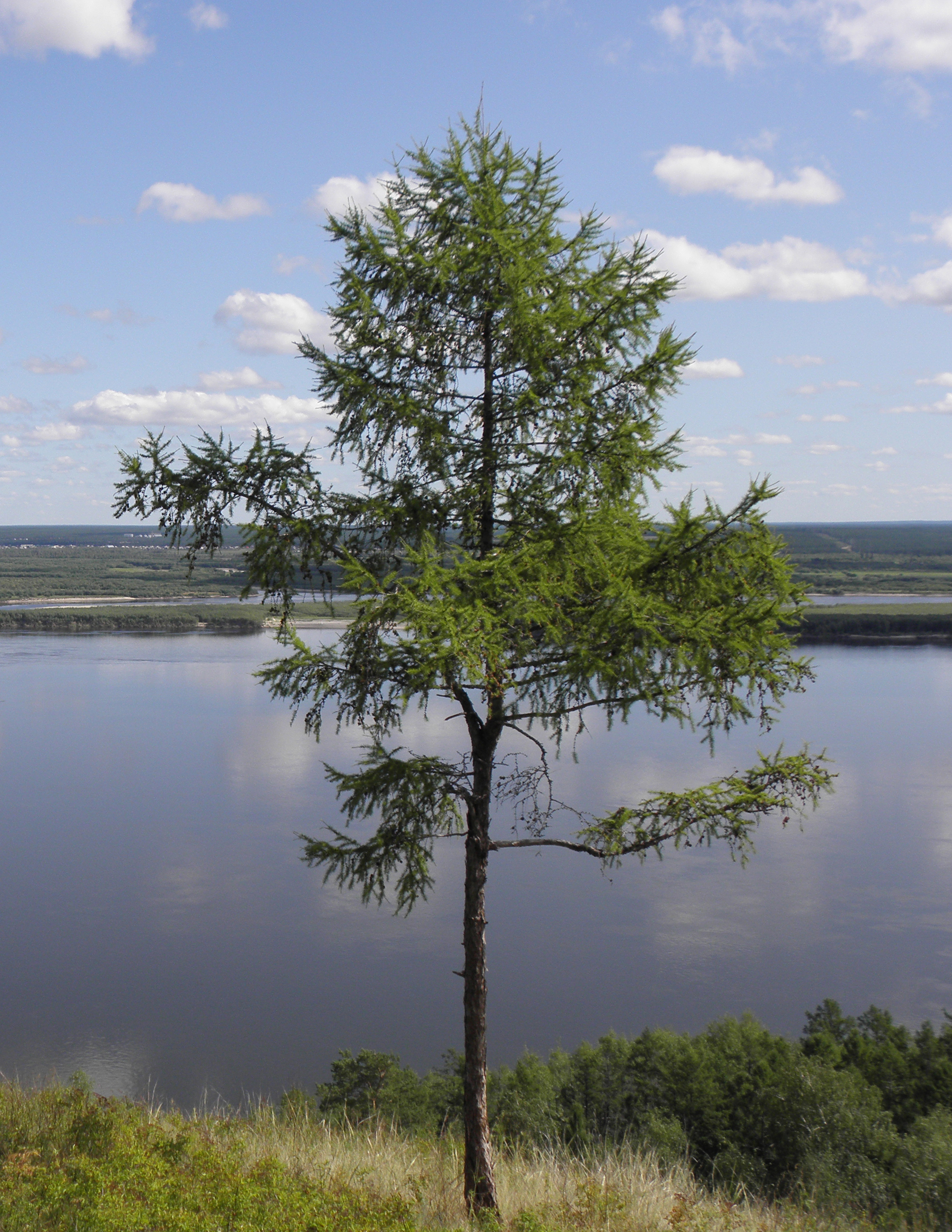
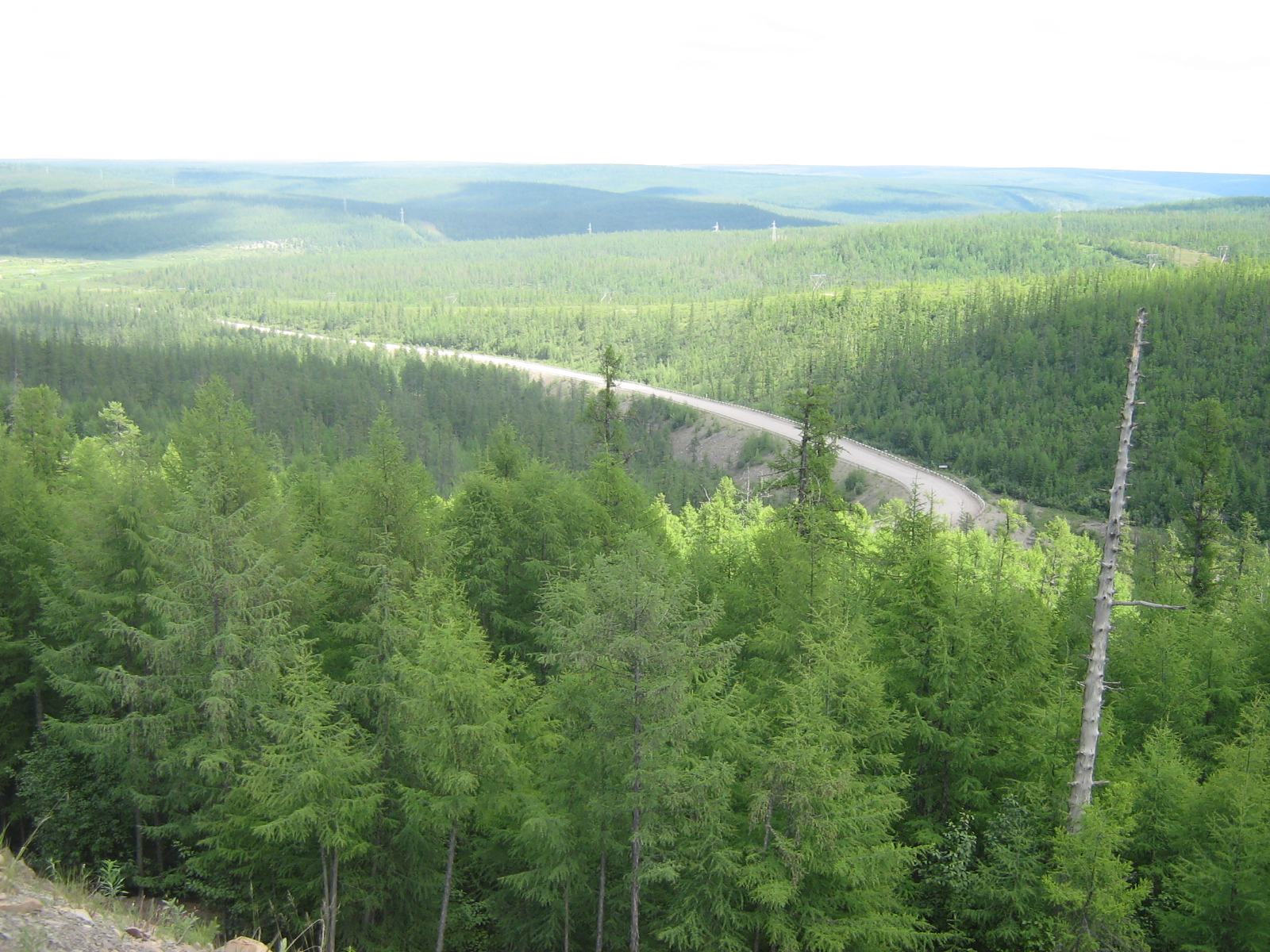
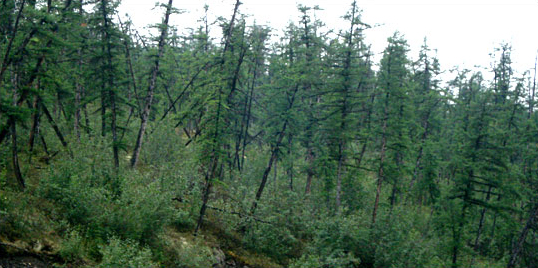

## Klassificering
Arten beskrevs först av Franz Josef Ivanovich Ruprecht, och fick sitt nu gällande namn av Kuzen.